# Musée national d'Art moderne
Musée national d'Art moderne dio je Centra Georges Pompidou u Parizu. Ovaj dio centra prostire se na dva kata, ukupne površine 14.000 m2 i ima zbirku od približno 110.000 djela, od kojih se samo dio može izložiti u bilo kojem trenutku.
Muzej je otvoren 1947. u Palais de Tokyo. Započeo je donacijama umjetnika i privatnih kolekcionara. Zbirka je od tada stalno rasla, kako donacijama tako i vlastitim akvizicijama. Preselila se u Centar Pompidou 1977. Philippe Starck, Jean Nouvel i Dominique Perrault zaslužni su za arhitekturu i dizajn.
Zbirka je druga najveća na svijetu, nakon one Muzeja moderne umjetnosti u New York Cityju. Izložba se općenito revidira svake dvije godine. Također se predstavljaju i privremene izložbe.

## Vanjske poveznice
- Službena web stranica (engl.) (fr.)